# Emil Winqvist
Emil Winqvist, 1862 - 1921, resesekreterare inom KFUM, en av svensk scoutings tidiga förgrundsgestalter. Han bedrev en scoutliknande verksamhet som hade vissa likheter med Robert Baden-Powells idéer om pojkfostran, vilket skedde vid hans villa i Spånga 1908, endast ett år efter Baden-Powells eget experiment på Brownsea Island. Winqvist skrev om scouting för första gången i KFUM:s förbundstidning i april 1910 och förordade då scouting som ett bra sätt att rekrytera pojkar till KFUM.  Han blev, genom att väljas till ordförande vid KFUMs Scoutförbunds bildande i december 1911, Sveriges förste scoutchef.